# Maria Magdalena Götz
Maria Magdalena Götz (geborene Stephani; * 10. April 1657 in St. Georgen, heute Slowakei; † 4. August 1722 in Nürnberg) war eine deutsche Dichterin des Barock.

## Leben
Maria Magdalena Stephani war die dritte Tochter des evangelischen Pfarrers und Preßburger Dekans Christoph Stephani und seiner Frau Helena Blendinger. Als Maria Magdalena vier Jahre alt war, verstarb ihr Vater und auf Grund des Krieges sowie wegen ihres Glaubens (siehe Exulanten) musste die Familie fliehen. Sie zog nach Nürnberg zum Bruder des Vaters, dem St. Sebalder Diakon Carl Stephani. Maria Magdalena begann bereits in jungen Jahren zu dichten. 1680 wurde sie wegen „ihrer trefflichen Gaben und Geschicklichkeit in der Poesie“ in den Pegnesischen Blumenorden aufgenommen. Ihr dortiger Ordensname war Clorinde bzw. Chlorinde und ihre Ordensblume die Narde.
1685 heiratete Maria Magdalena Stephani den Nürnberger Goldschmied Johann Paul Götz (* 1661; † vor 1722 oder womöglich erst nach 1728), mit dem sie mindestens drei Söhne hatte, die beim Vater in die Lehre gingen: Christoph Hieronymus, Johann Lorenz sowie Johann. Maria Magdalena Götz’ Ehe verlief jedoch nicht besonders glücklich: Ihr Mann hatte einen Hang zur Alchemie und soll über 40.000 Gulden im „Feuer verzehret“ haben, darunter auch das gesamte Erbe seiner (relativ vermögend gewesenen) Frau. Er trieb sie somit an den Rand des finanziellen Ruins. Im Jahr 1701 war Johann Paul Götz bereits wegen der Verarbeitung von minderwertigem Silber abgemahnt worden. 1710 kam er in Schuldhaft, wobei Maria Magdalena Götz dem Rat angeboten hatte, statt seiner ins Gefängnis zu gehen. 1711 erhielt Johann Paul Götz vom Rat jedoch die Erlaubnis, seine Schulden durch das Herstellen von Silberplatten für Pferdegeschirre abzuarbeiten.
Maria Magdalena Götz war auch in den Rechtswissenschaften durchaus gebildet, was sich unter anderem nach dem Tod ihres Mannes zeigte, da sie mit den Gläubigern verhandelte und in den Prozessen zu „jedermanns Verwunderung die Feder selbst führte“.
Bei ihrem Tod hinterließ Götz mehrere handgeschriebene Bände (drei gelten als verschollen) mit weltlichen und geistlichen Gedichten, aus denen Georg Jakob Schwindel eine Auswahl in seinen Nachrichten von lauter alten und raren Büchern (Felsecker und Geyer, Frankfurt/Leipzig 1748) abdruckte. In der Betrübten Pegnesis, herausgegeben 1684 von Martin Limburger, war bereits ein Gedicht von Götz abgedruckt worden. Götz wünschte sich ein „unbesungenes Begräbnis“ und des Weiteren waren bei ihrer Beerdigung auch keinerlei Geistliche anwesend.

## Werke (Auswahl)
- Soll ich die Feder dann das erstemal ansetzen.
- Ach! Wo ist mein Aufenthalt. (Die ihren Jesum suchende Seele / aus dem Hohen Lied Salomonis).
- Es ist genug! So nimm nun Herr (aus den Worten des Propheten Eliä).
- Gequältes Herze! Laß deine Sorgen! (Der Herr führet die Seinen wunderlich).
- Jetzund da der Nordwind wehet. (Cupido wollt in Liebes-Sachen sich auch ein neu'n Calendar machen).
- Komm angenehmer Tod! (Das Verlangen nach dem Tode).
- Komm meine schöne / meine Traub. (Der Sulamit ruffet der gläubigen Seele).
- Was ist o Mensch! diß eitle Leben hie. (Nicht- und Flüchtigkeit dieses eiteln Lebens).